# San Francisco (Santiago de Chile)

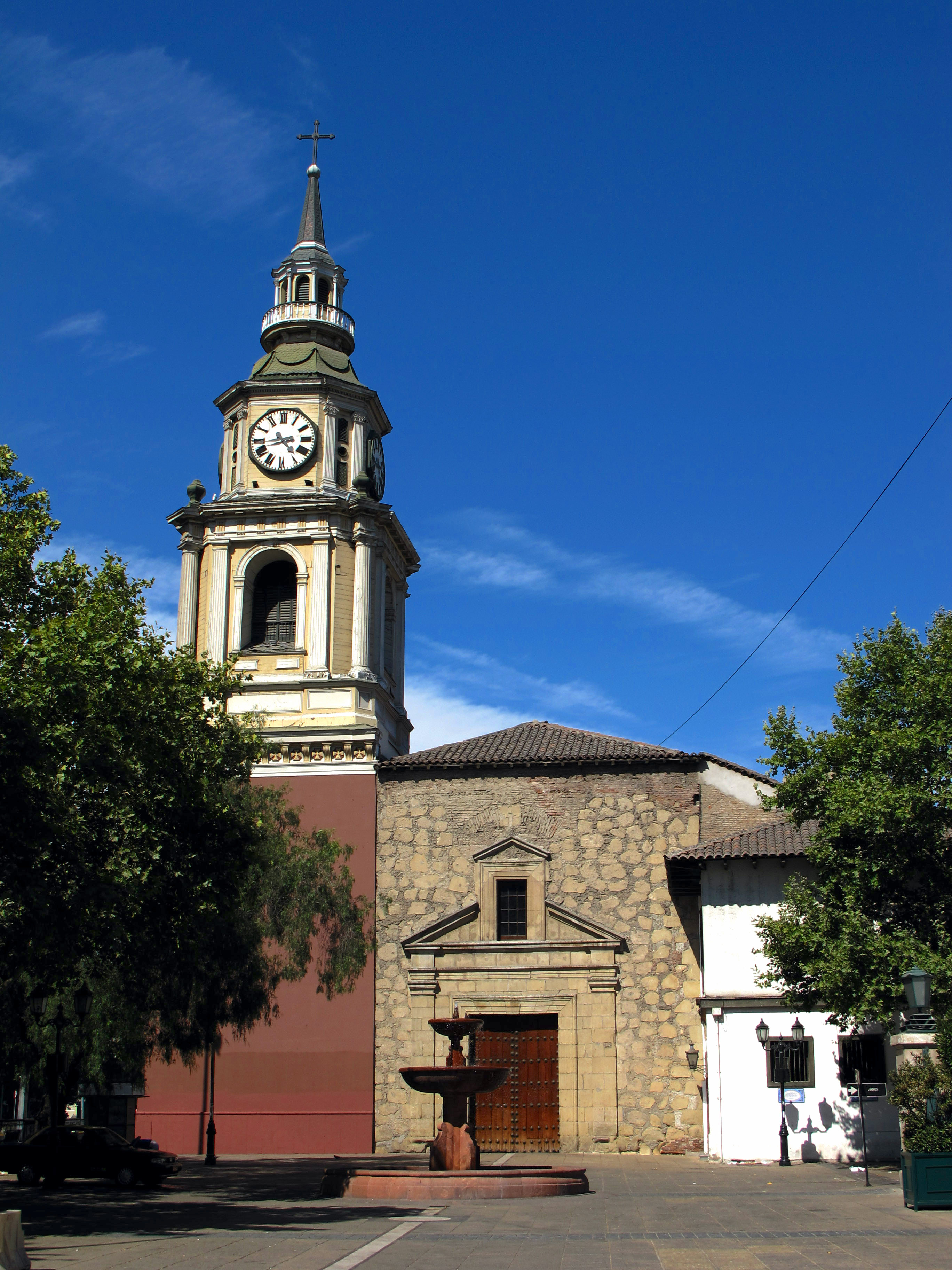
Kirchenfront

Die St.-Franziskus-Kirche (span. Iglesia de San Francisco) ist eine  römisch-katholische Kirche in der Avenida Libertador General Bernardo O’Higgins in Santiago de Chile. Sie wurde im Jahr 1618 auf den Überresten einer vorhergehenden Kirche errichtet, die 1583 durch ein Erdbeben zerstört wurde. Sie gilt als die älteste noch erhaltene Kirche sowie das älteste erhaltene Gebäude der chilenischen Hauptstadt. Neben der Kirche befindet sich das Museum für Kolonialkunst von Santiago.

## Geschichte
Die Kirche hat ihren Ursprung im Zusammenhang mit der Gründung von Santiago im Jahr 1541. Zwischen 1542 und 1543 wurde auf Anweisung von Pedro de Valdivia an dem Standort der heutigen Kirche eine kleine Einsiedelei (Ermita del Socorro) errichtet, die ein Bild der Jungfrau der immerwährenden Hilfe beherbergen sollte. Der spanische Konquistador brachte das Gemälde zu Pferd von seiner Reise nach Chile mit. Zu dieser Zeit waren die Mercedarier mit der Bewachung der heiligen Stätte beauftragt, im Jahr 1554 übertrug die Stadtverwaltung von Santiago die Verwaltung jedoch den Franziskanerbrüdern.
1583 wurde die kleine Einsiedelei aus Lehmziegeln durch ein Erdbeben in der Stadt Santiago völlig zerstört. Die Franziskaner konnten mit finanzieller Unterstützung der katholischen Gemeindemitglieder der Stadt sowie der Hilfe von König Philipp II. eine bedeutende Kirche mit einer soliden Steinverkleidung errichten. Die Arbeiten wurden von den Mönchen geleitet, die auch das Bauwerk entwarfen und sich beim Bau auf einheimische Arbeitskräfte aus der Umgebung verließen. Die Kirche wurde im Jahr 1618 geweiht und zeichnet sich durch den Grundriss eines lateinischen Kreuzes aus. Ursprünglich im amerikanischen Barockstil konzipiert, wurden nach einigen Restaurierungen klassizistische Elemente in die Kirche integriert. Sie ist vollständig aus Steinmauerwerk erbaut und hat mehreren Erdbeben, die im Lauf der Geschichte die chilenische Hauptstadt betroffen haben, standgehalten. In den darauffolgenden Jahren errichtete der Franziskanerorden neben der Kirche einen ersten Kreuzgang, der später zur Gründung des Franziskanerklosters führte. Ebenfalls neben dieser Kirche wurde das erste Krankenhaus in der Geschichte Chiles eröffnet, das 1552 den Namen Hospital de Nuestra Señora del Socorro (Unserer Lieben Frau von der immerwährenden Hilfe) erhielt.
Im Juli 1951 wurde das Gotteshaus zum nationalen historischen Denkmal Chiles erklärt. Seit 1998 stehen Kirche und Kloster auf der Tentativliste der UNESCO für den Status eines Weltkulturerbes.

## Galerie

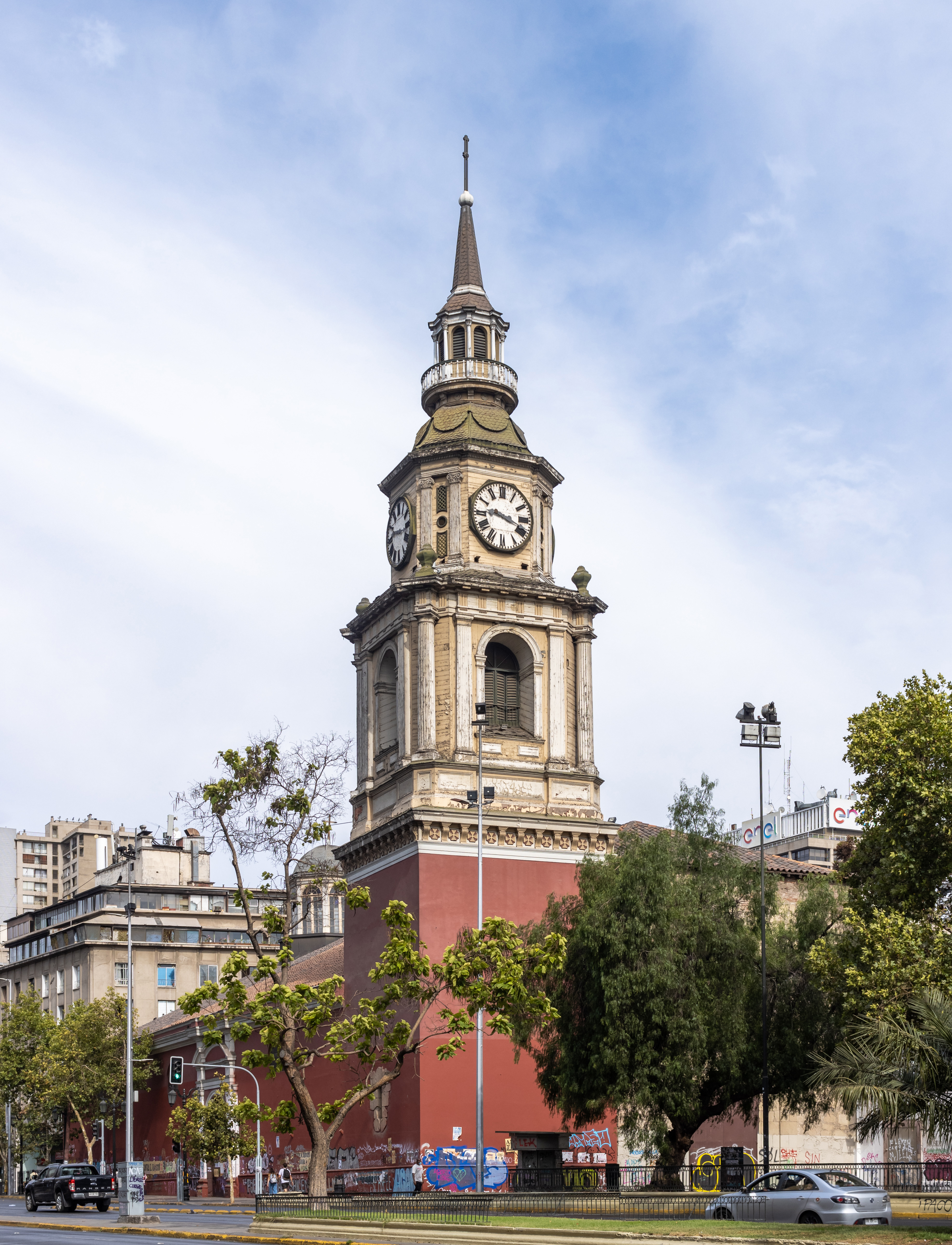
Kirchturm
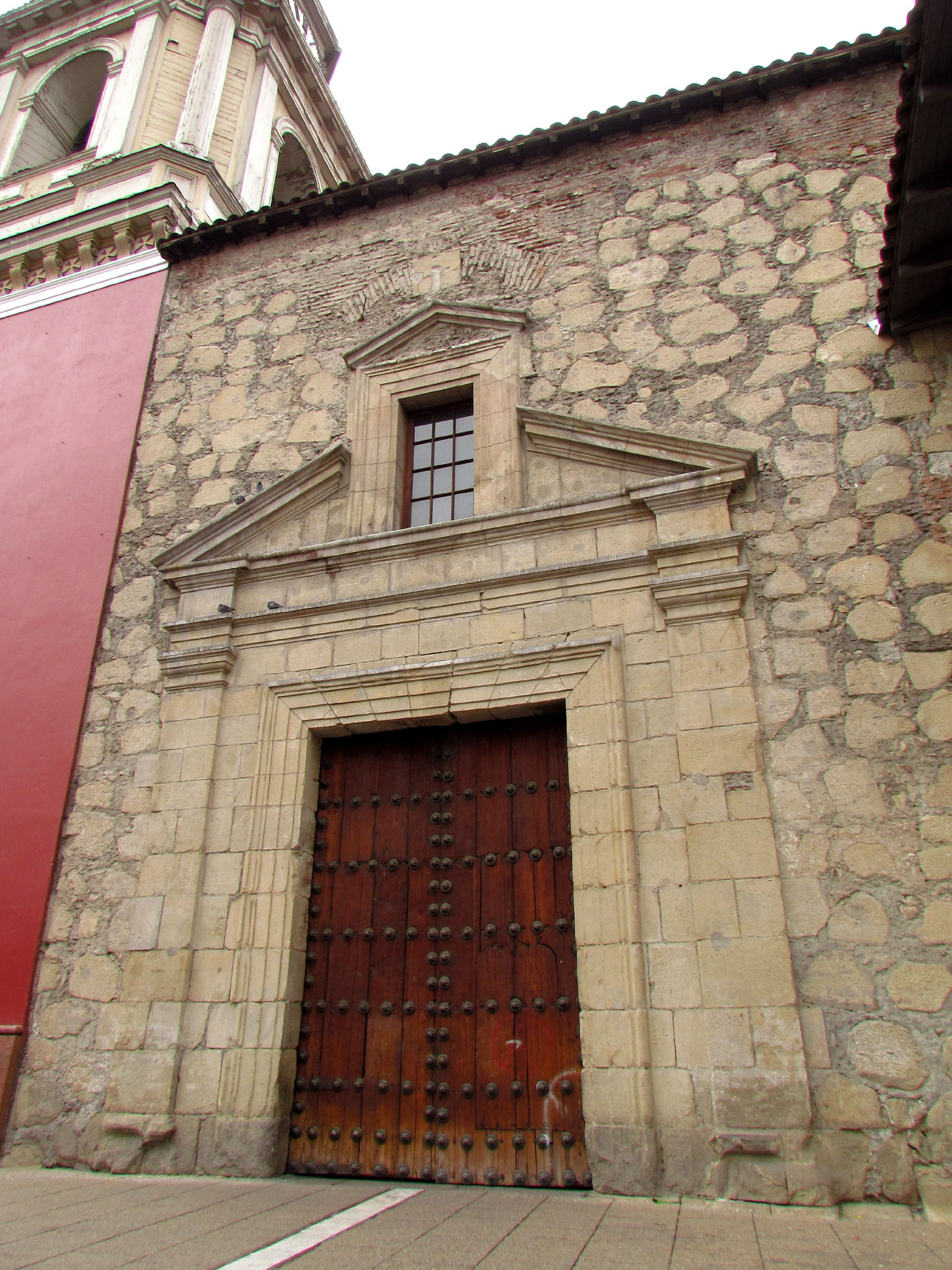
Ursprüngliche Struktur der Kirche mit ihrem Steinmauerwerk
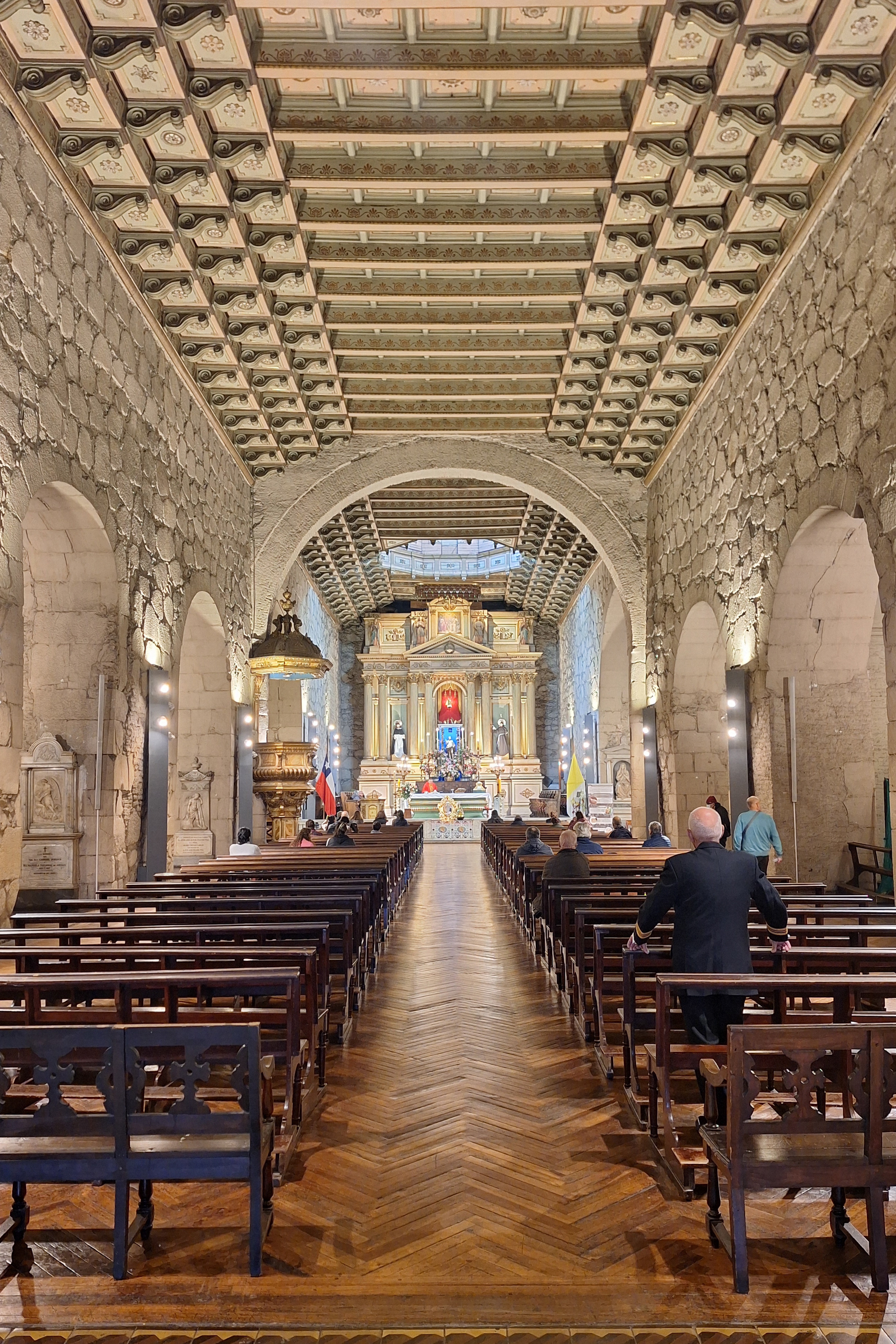
Innenansicht
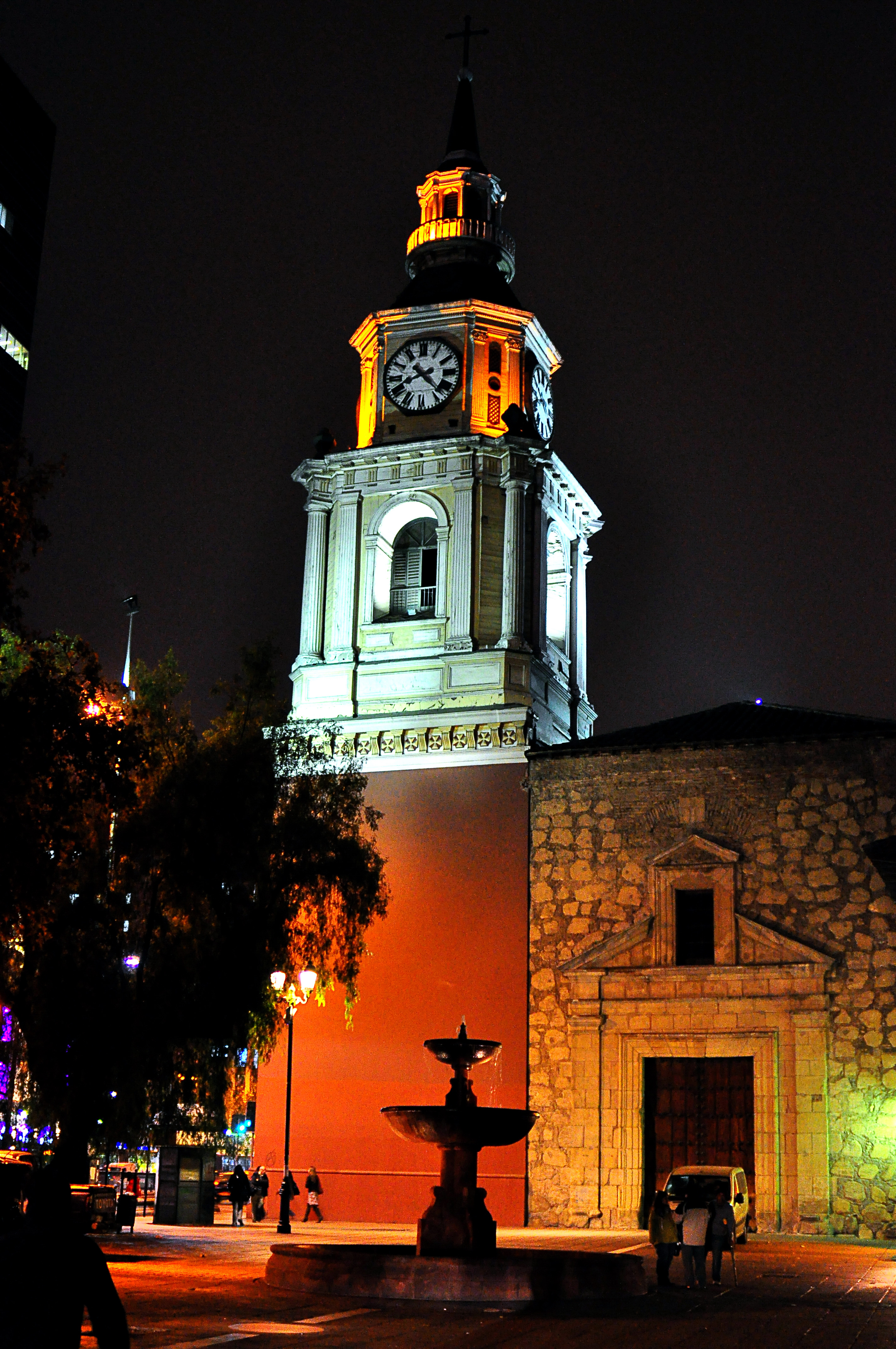
Fassadenbeleuchtung bei Nacht
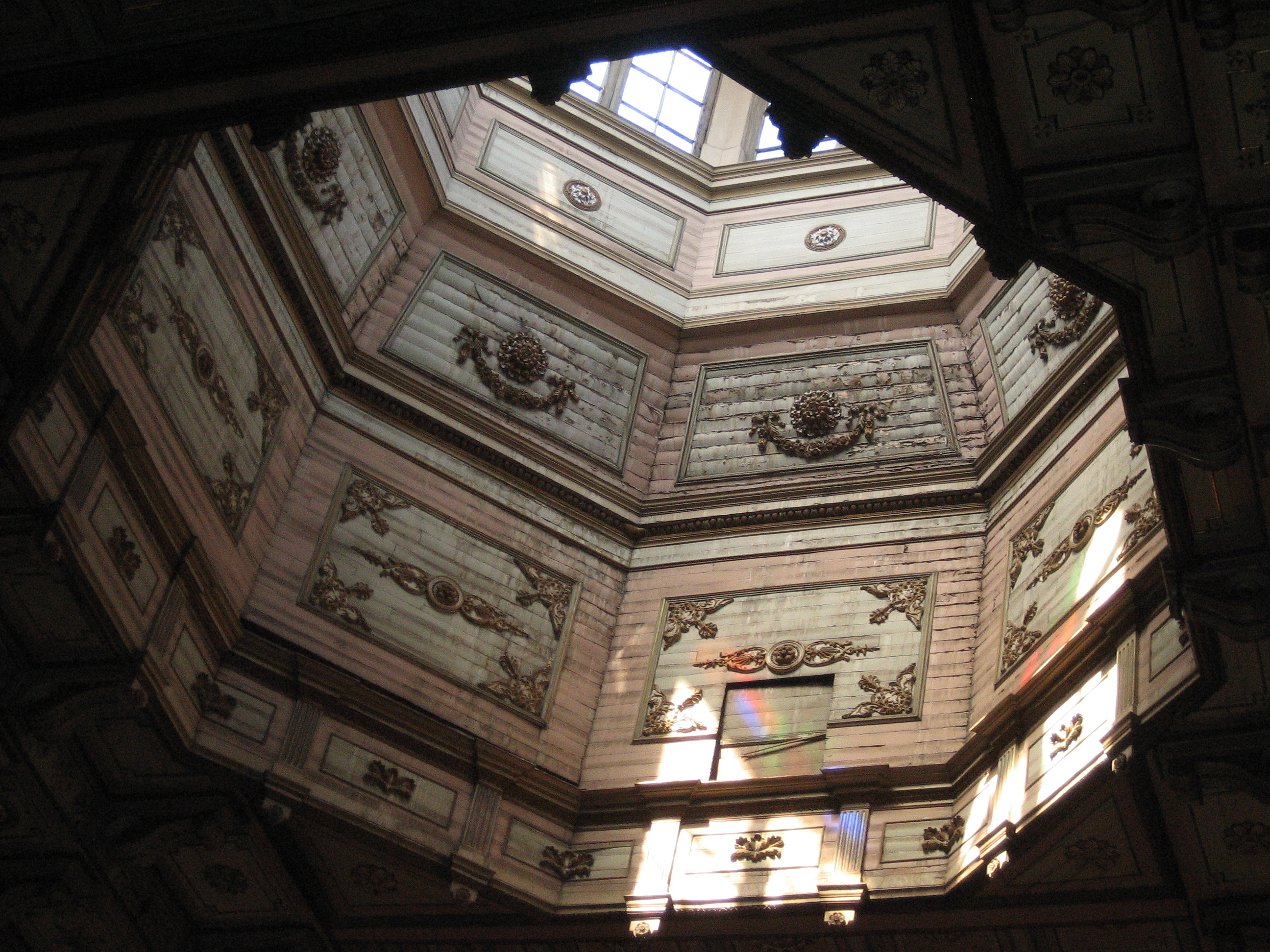
Innenansicht zur Kuppel
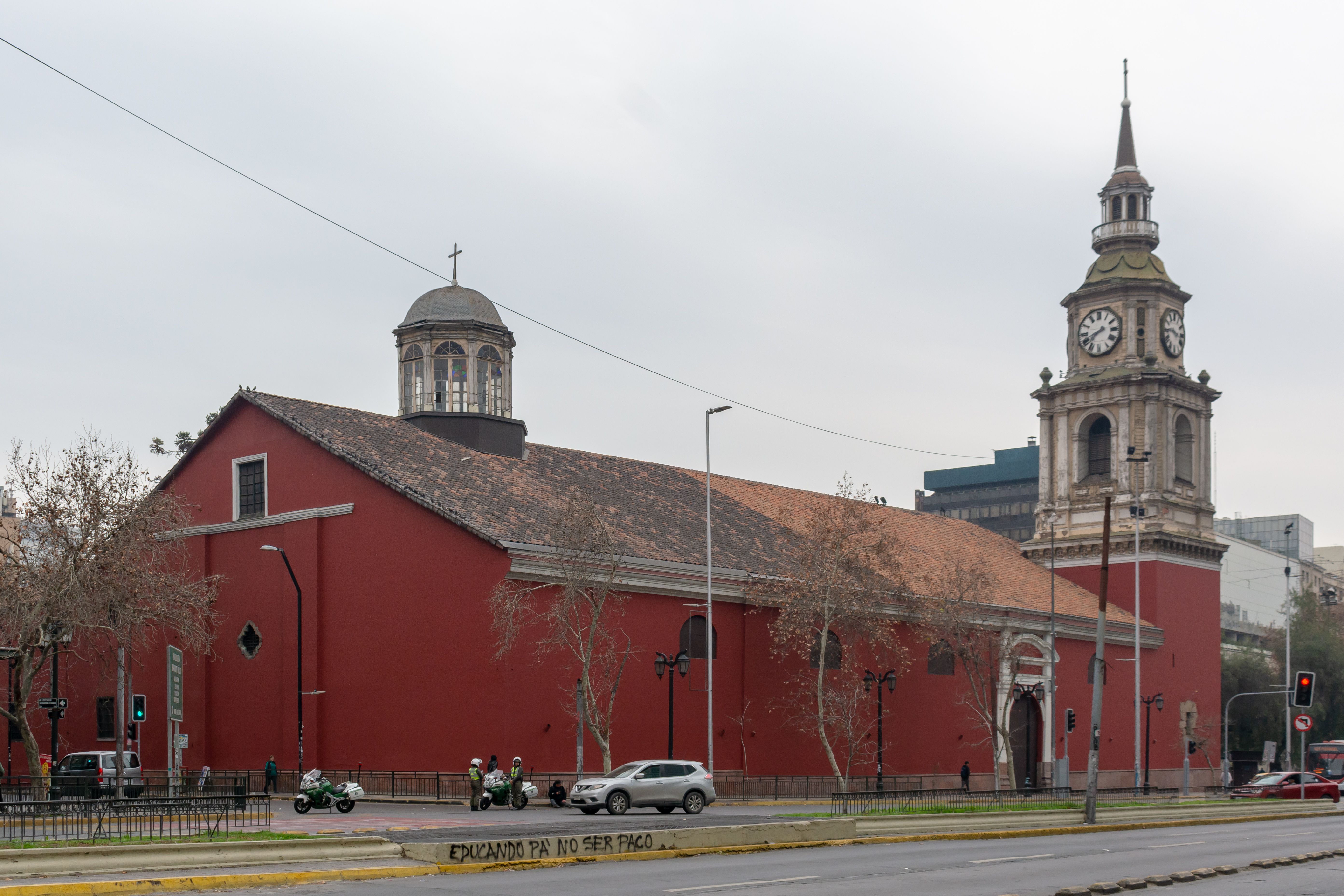
Vorderansicht der Kirche